# 上阿伦萨纳
阿伦萨纳德亚里瓦，是西班牙拉里奥哈自治区的一个市镇。总面积6平方公里，总人口35人（2001年），人口密度6人/平方公里。